# Obus perforant sous-calibré

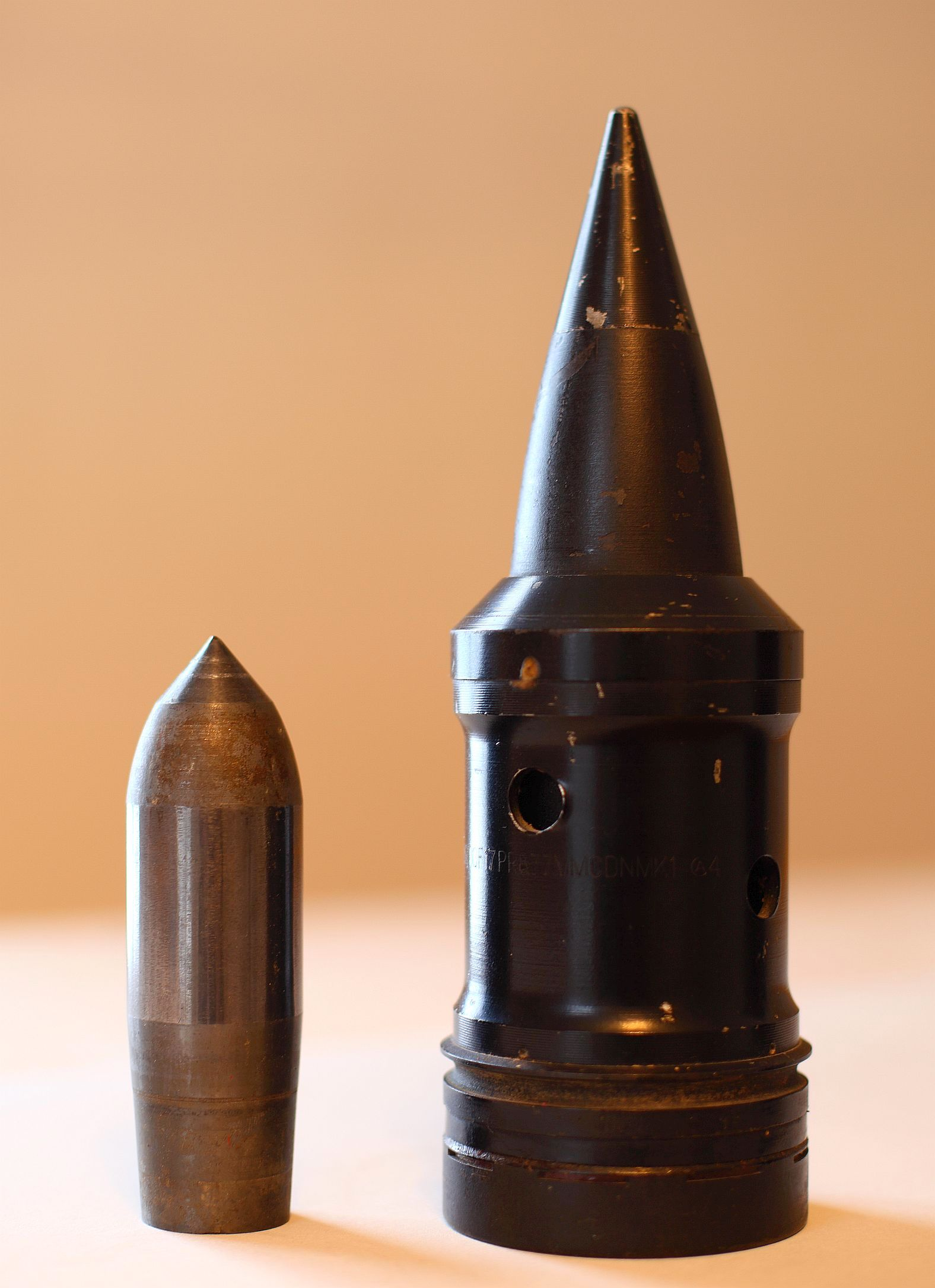
Le noyau en carbure en tungstène (à gauche) de l'obus perforant sous-calibré britannique Mk. 1 de 76.2 mm (à droite).

Un Obus Perforant Sous-Calibré (OPSC) est un type de munition antichar à haute vitesse initiale comportant un noyau en tungstène enveloppé dans un sabot de lancement qui se sépare à la sortie du tube du canon afin de réduire la trainée aérodynamique et donc de limiter la perte de vitesse sur trajectoire.

## Histoire

### Années 1930
À la fin de l'année 1938, la société Brandt met au point un obus sous-calibré 37/25 à grande vitesse initiale afin d'améliorer les performances balistiques des canons antichars français de 37 mm modèle 1916 et 1918. L'obus 37/25 de 37 mm est composé d'un projectile de 25 mm (contenant un noyau en carbure de tungstène) enveloppé dans un sabot de lancement de 6 mm en aluminium qui se détache à la sortie du canon. 

### Années 1940
En 1940, l'armée de terre française passe une commande de 200 000 exemplaires mais seulement une partie sera livrée aux unités en raison de la guerre. Durant la deuxième quinzaine de juin 1940, le gouvernement français ordonne de faire passer les brevets de l'obus sous-calibré Brandt au Royaume-Uni afin de ne pas tomber dans les mains du troisième Reich.

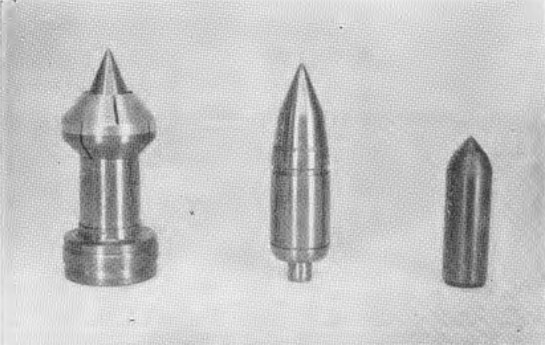
L'obus perforant sous-calibré suédois 3,7 cm slpprj m/49 de 37 mm.

Le développement de l'obus perforant sous-calibré au Royaume-Uni est lancé à Fort Halstead en 1941 par Ladisalv “Peter” Permutter, ayant fui la Belgique au début de la Seconde Guerre mondiale pour se réfugier au Royaume-Uni. Les premiers essais de tir ont lieu en juin 1941 aux polygones de tir de Pendine et Melton Mowbray en employant un canon antichar Hotchkiss de 25 mm fourni par les Forces françaises libres. Sur base des travaux de Brandt,  les ingénieurs Ladisalv “Peter”  Permutter et S. W. Coppock du Armaments Research Department (ARD) perfectionnent le concept de l'obus sous-calibré à sabot détachable jusqu'en 1943.
En mars 1944, l'obus perforant sous-calibré à sabot détachable de 57 mm entre en dotation dans la British Army pour équiper le canon antichar QF 6-pounder des chars Churchill, en septembre de la même année, le canon QF 17-pounder de 76,2 mm qui reçoit un obus du même type. 
Si les performances de ces obus perforants de nouvelle génération sont appréciées (trajectoire tendue et capacité de perforation accrue), ils souffrent néanmoins d'une précision médiocre en raison d'une dispersion excessive dû au problème de séparation en vol du sabot de lancement.
En 1949, le canon Bofors de 37 mm des chars légers Strv m/40-LI et KI suédois dispose d'un obus perforant sous-calibré à sabot détachable appelé 3,7 cm slpprj m/49 conçu par Sven Philip.

### Années 1950
En 1950, les char Centurion Mk. 3 de la British Army reçoivent l'obus sous-calibré APDS-T Mk. 3 de 84 mm qui à la particularité de posséder une coiffe de pénétration en duralumin fixé sous la fausse ogive.
En France, le Bureau d’études artillerie du Service technique puis celui de l'Atelier de construction de Bourges (ABS) entreprennent le développement de deux obus perforants sous-calibrés à sabot détachable (75/54/40 et 105/60/43) en vue d’acquérir un savoir-faire équivalent à celui des Anglais dans ce domaine. La DEFA continue l’étude de l'obus sous-calibré de 75/54/40 pour le canon SA 50 du char léger AMX-13. 

### Années 1960
Au milieu des années 1960, la Royal Ordnance Factory développe un obus perforant sous-calibré à sabot détachable de 105 mm L52 APDS-T. Représentant la seconde génération des obus APDS britanniques de 105 mm, le L52 à la particularité de posséder un noyau en alliage de tungstène-nickel-cuivre et non plus en carbure de tungstène. Sa coiffe de pénétration, également en alliage de tungstène, a des propriétés anti-ricochet.

En 1967, l'obus perforant sous-calibré à sabot détachable entre en service dans l'armée de terre soviétique. On retrouve les munitions 3BM8 de 100 mm pour le canon D-10T, 3BM7 et 3BM11 de 122 mm pour les canons D-25TS et M-62T2, ces trois munitions ont la particularité de partager le même noyau en carbure de tungstène. Quoique produit en grande série, ces obus perforants sous-calibrés tombent rapidement en désuétude en raison des performances supérieures des obus-flèches.

### Années 1980
L'Armée de Terre française se voit équiper de la munition SC 20/693 d'un calibre 20×139 mm pour le canon-mitrailleur M693 armant le véhicule de combat d'infanterie AMX 10 P, le char AMX-30 et le VAB T20/13.

En 1988, l'US Navy commence à remplacer le noyau en uranium appauvri de son obus perforant sous-calibré MK 149 MOD 2 armant son système d'arme rapproché Phalanx, par un noyau en tungstène et prend alors l'appellation de MK 149 MOD 4.
À fin les années 1980, la Bundeswehr introduit la munition DM63 de calibre 20×139mm pour le canon-mitrailleur Rh-202 armant le véhicule de combat d'infanterie Marder et le véhicule de reconnaissance Spähpanzer 2 Luchs.

### Années 1990
L'obus perforant sous-calibré 3UBR8 de 30 mm entre en dotation limitée dans l'armée de terre russe, parallèlement à la mise en service du véhicule de combat d'infanterie BMP-3.